# Felderhof (Wipperfürth)
Felderhof ist eine Ortschaft von Wipperfürth im Oberbergischen Kreis im Regierungsbezirk Köln in Nordrhein-Westfalen (Deutschland).

## Lage und Beschreibung
Die Ortschaft liegt im Nordwesten der Stadt Wipperfürth im Tal des Flusses Wupper. Nachbarortschaften sind Stöpgeshof, Wipperhof und die oberhalb der Ortschaft liegenden Neubausiedlung Felderhofer Kamp.
Politisch wird der Ort durch den Direktkandidaten des Wahlbezirks 10 (100) Neye und Felderhof im Rat der Stadt Wipperfürth vertreten.

## Geschichte
1443 wird der Ort erstmals unter der Bezeichnung to dem Velde in einer Einkunfts- und Rechteliste des Kölner Apostelstiftes genannt. Die Lokalisierung des Ortes gilt aber wegen mehrerer namensähnlicher Orte als unsicher. Die Karte Topographia Ducatus Montani aus dem Jahre 1715 zeigt einen Hof und bezeichnet diesen mit Felderhof. Die Topographische Aufnahme der Rheinlande von 1825 zeigt auf umgrenztem Hofraum unter gleichem Namen fünf getrennt voneinander liegende Grundrisse. Die Ortsbebauung von Wipperfürth reicht heute bis an Felderhof heran.
1876 legte man den Bahnhof Wipperfürth südlich der Ortschaft an. Zu dieser Zeit war dieser Endpunkt der von Remscheid-Lennep über Bergisch Born und Hückeswagen nach Wipperfürth verlaufenden Wippertal-Bahn.

## Busverbindungen
Über die Haltestelle Stöpgeshof der Linie 337 (VRS/OVAG) ist Felderhof an den öffentlichen Personennahverkehr angebunden.